# Auerswaldiella winteri
Auerswaldiella winteri är en svampart som beskrevs av Arx & E. Müll. 1954. Auerswaldiella winteri ingår i släktet Auerswaldiella och familjen Botryosphaeriaceae.   Inga underarter finns listade i Catalogue of Life.